# Jorge Juan

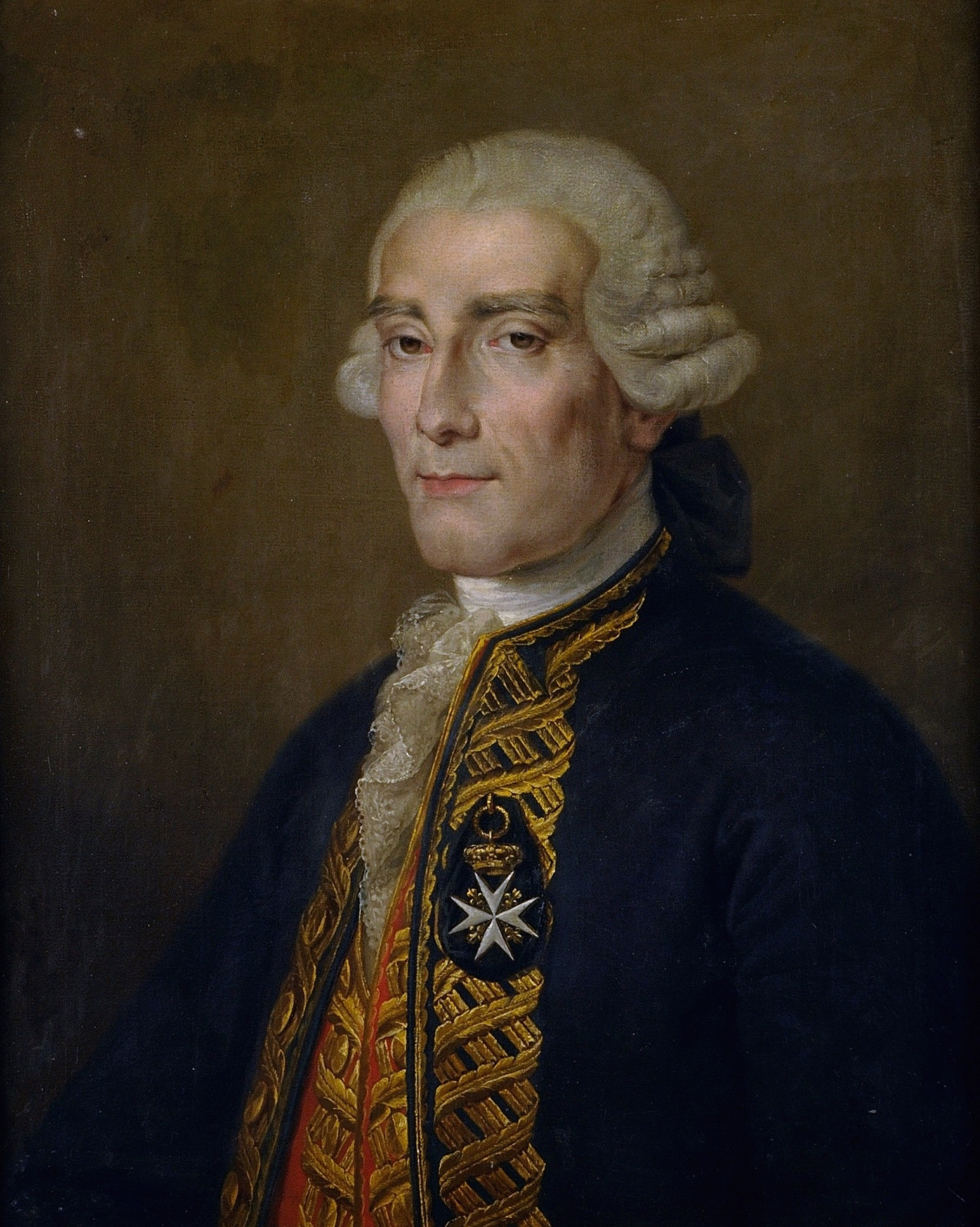
Porträt des spanischen Seefahrers Jorge Juan y Santacilia (1713–1773), der auch ein Ritter des Malteserordens war (Gemälde von Rafael Tegeo aus dem Jahre 1828, Museo Naval de Madrid)

Jorge Juan y Santacilia (geb. 5. Januar 1713 in Novelda (Valencia); gest.
21. Juni 1773 in Madrid) war ein spanischer Seemann und Marineoffizier, Mathematiker, Naturwissenschaftler, Astronom, Ingenieur und Pädagoge, der als einer der bedeutendsten Wissenschaftler der spanischen Aufklärung gilt.

## Leben
Juan wurde in Novelda in der Nähe von Alicante geboren. Er wurde mit drei Jahren Waise, erhielt aber dennoch eine erstklassige Ausbildung, zunächst auf Malta, dann an der renommierten neuen spanischen Marineakademie (Guardia Marina) in Cádiz und schließlich bei der spanischen Flotte, die das Mittelmeer befuhr (1730–1734).

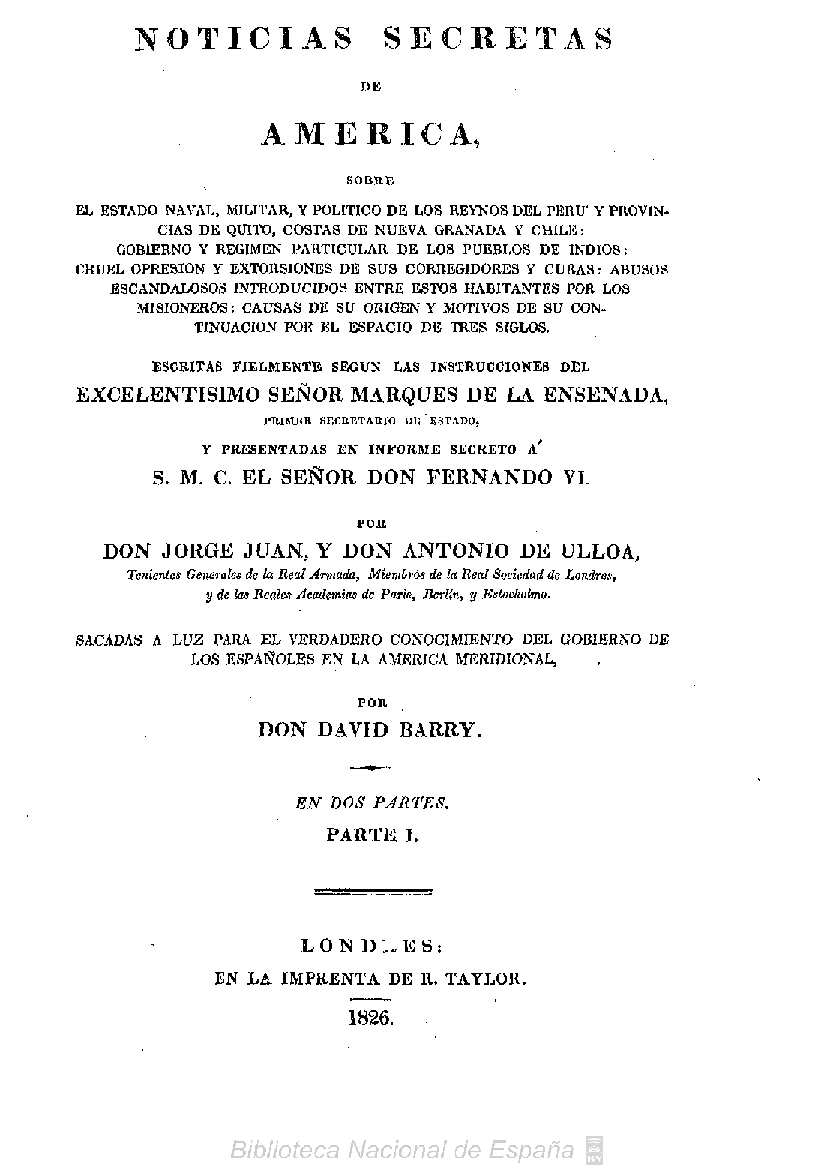
Noticias secretas de América, Juan y Ulloa (1826)

Die Noticias secretas de America (Geheime Nachrichten aus Amerika) wurden von Jorge Juan und Antonio de Ulloa (1716–1795), dem spanischen Gelehrten und Admiral, in Zusammenabriet verfasst, mit dem Juan auch bei verschiedenen anderen Werken zusammenarbeitete, wie dem vierbändigen Reisebericht Relación histórica del viage a la América meridional (Historischer Bericht über die Reise nach Amerika), der 1748 veröffentlicht wurde.
Beide waren in Mathematik, Astronomie und Navigation bewandert und waren ausgewählt worden, um sich Charles-Marie de la Condamine (1701–1774) auf einer wissenschaftlichen Reise nach Südamerika anzuschließen, die 1735 von der französischen Académie des Sciences initiiert worden war.
Neben der Teilnahme an der wissenschaftlichen Expedition und der militärischen Unterstützung gegen die Briten führten sie selbst zahlreiche wissenschaftliche Forschungen durch. Ihr Buch darüber beschreibt die Reise, die sie unternahmen, und kommentiert ausführlich alle Orte, die sie besuchten, mit Bemerkungen zu den Ureinwohnern, der Geographie, der Flora und Fauna, dem Klima, dem Handel usw. Zu den vielen von ihnen besuchten Orten und Städten gehörten Cartagena, Porto Bello, Panama, Guayaquil, Quito, Lima, Chili und Paita.
Die Pflanzengattung Juanulloa wurde nach Juan und Ulloa benannt. Er ist einer der berühmten Seeleute, derer im Panteón de Marinos Ilustres gedacht wird.

## Werke (Auswahl)
- Compendio de navegación (1757)

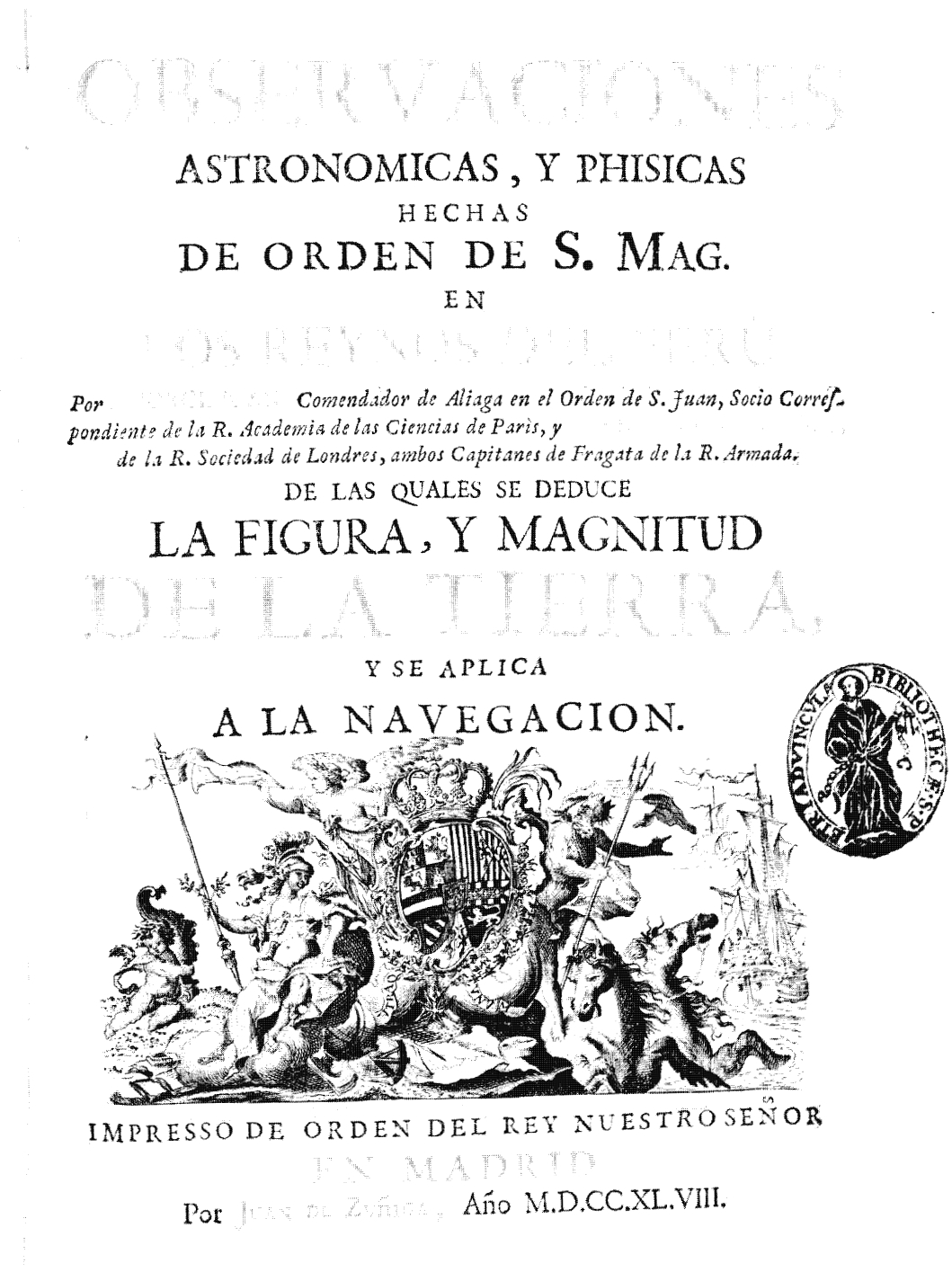
Observaciones astronomicas y phisicas, 1748

- Examen marítimo teórico-práctico (1771)
- Estado de la astronomía en Europa (1774)

In Zusammenarbeit mit Antonio de Ulloa:
- Plan del camino de Quito al río Esmeraldas, según las observaciones astronómicas de Jorge Juan y Antonio de Ulloa (1736–1742)
- Observaciones astronómicas y físicas hechas en los Reinos del Perú (Madrid, 1748)
- Relación histórica del viaje hecho de orden de su Majestad a la América Meridional (Madrid, 1748)
  - A voyage to South America. Describing at large, the Spanish cities, towns, provinces, &c. on that extensive continent. Interspersed throughout with reflexions on whatever is peculiar in the religion and civil policy; in the genius, customs, manners, dress, &c. &c. of the several inhabitants; whether natives, Spaniards, Creoles, Indians, Mulattoes, or Negroes. Together with the natural as well as commercial history of the country. And an account of their gold and silver mines. L. Davis and C. Reymers, London 1760, 2 Bände
- Disertación Histórica y Geográfica sobre el Meridiano de Demarcación entre los dominios de España y Portugal (1749)
- Noticias Secretas de América, sobre el estado naval, militar y político del Perú y provincia de Quito (1748, publicadas en Londres en 1826), cuya publicación fue prohibida por el gobierno español.
  - Discours and Political Reflections on the Kingdoms of Peru. Their Government. Special Regimen of Their Inhabitants and Abuses Which Have Been Introduced Into One and Another. With Special Information on Why They Grew Up and Some Means to Avoid Them. Jorge Juan y Santacilia (1713–1773). Written By Don Jorge Juan and Don Antonio De Ulloa. Ship Captains of the Royal Armada 1794. Edited with an Introduction By John P. Tepaske and Besse A. Clement. University of Oklahoma Press, Oklahoma, 1978